# Piñor
Piñor es un municipio español de la provincia de Orense, en Galicia, perteneciente a la comarca de Carballino.

## Geografía
Integrado en la comarca de Carballino, se sitúa a 29 kilómetros de la capital orensana. El término municipal está atravesado por la carretera N-525 entre los pK 263 y 272, además de por la autovía gallega AG-53, que une Santiago de Compostela con Orense. 
La orografía del término municipal aparece definida por dos unidades morfológicas. La primera está constituida por los conjuntos montañosas periféricos que bordean el término municipal por el norte y por el oeste, donde las altitudes son significativas, entre los 800-900 metros, especialmente en las prolongaciones de la sierra de Faro. Por el oeste, en el límite con el municipio de O Irixo, la máxima altitud se registra en Pico Seco (935 metros). La segunda unidad, que ocupa la práctica totalidad del territorio municipal, presenta una amplia superficie de aplanamiento, salpicada por rellanos y pequeños conjuntos montañosos residuales, muy erosionados, propios de relieve de penillanura. Dos líneas de fractura, casi paralelas y convergentes, determinan la orientación de la red fluvial representada básicamente por el río Arenteiro y sus afluentes más inmediatos (Asneiros y Mirela). La altitud varía por tanto entre los 935 metros (pico Seco) y los 410 metros a orillas del río Arenteiro. El pueblo se halla a una altitud de 574 metros sobre el nivel del mar. Limita con los municipios de Dozón (Pontevedra), Irijo, San Cristóbal de Cea, Rodeiro (Pontevedra) y Carballino.

## Historia

### Prehistoria
Las tierras que hoy conforman el ayuntamiento de Piñor estaban habitadas en la prehistoria como así lo confirman las diversas mámoas (enterramientos megalíticos), citadas en el diccionario de Madoz (1845) cuando éste describe la parroquia de O Desterro. 
De la Edad del Hierro, se conserva un castro en la parroquia de A Canda a, aproximadamente, unos 500 metros del pueblo de Guimarás. Este castro no ha sido excavado, pero fue catalogado por Florentino López Cuevillas, quien lo incluyó en el "Catálogo de castros de las tierras de Carballiño", publicado en la revista Nós con el nombre de Outeiro do Castro. Se habla de un pequeño castro (64 m de largo por 54 de ancho) situado a orillas del río Mirela (denominado en este tramo del Río de Castro), el cual servía de defensa natural.

### Romanización
De esta época, según Florentino López Cuevillas, se encontraron en la parroquia de Barrán tres tubos de 60 cm hechos de piedra y ladrillo, a 1 km alrededor del Río de Guimaras, en la parroquia de Barrán. Según este autor, posiblemente estaban destinadas a la conducción de agua y pudieron ser parte de una villa romana.
Antonio Rodríguez Colmenero cita en su obra Galicia Meridional Romana que ciertos topónimos como Barrán y Fontao podrían sugerir la existencia de asentamientos romanos, así como Grovas. En este mismo trabajo se relaciona el topónimo de A Canda con la minería romana, y la población de Arenteiro y Arenteiriño (Barrán), con la minería de plata, en la época romana, o posteriormente.
En otra obra del mismo autor, La red viaria romana del sudoeste de Galicia se menciona una calzada romana que salía de Portela do Home a Carballiño, a través de los ríos Homen y Limia y los pueblos de Entrimo Arnoia y Ribadavia - Una vez en Carballiño, la calzada pudo usarse para construir la carretera existente entre el Orense y Santiago de Compostela, o bien cruzar el municipio de Piñor para dirigirse a Oseira y Confurco de Galicia.

### Edad Media
El autor Miguel Romaní habla sobre la historia de la comarca durante la Edad Media en el Colección diplomática do Mosteiro de Oseira e Catálogo del archivo Monacal de Osera en 1629 Entonces, la distribución parroquial era algo diferente (no existían Torcela y Barrán), y ya aparecen mencionados los puentes de Arenteiro y Mirela.
En la obra Los caminos medievales de Galicia, Elisa Ferreira Priegue menciona la existencia de varios caminos que atravesaban la zona, el más importante de ellos, el que unía a Orense y Santiago, pasando por Cudeiro, Tamallancos, Ponte Sobreira, Sobreira, Faramontaos, Viduedo, Casas Novas, Cea, Piñor, Ponte Arenteiro e Carballeda antes de continuar por la comarca de Deza. Vicente Risco aporta más datos en Geografía del Reino de Galicia, señalando que desde Cea atravesaba Ponte Cotelas, Canda, Ponte Mirela, Barrán, Piñor y Carballeda. A lo largo de esta ruta nacieron las poblaciones de Mirela, Senderiz e Piñor. Otras vías configuradas sobre la base de la carretera principal, eran las que atravesaban A Canda por Guimarás para llegar a Oseira, donde estaba el puente de Arenteiro.
El monasterio de Oseira adquirió los terrenos y propiedades en las parroquias de Piñor mediante donaciones y adquisiciones, cambio de una renta. Para recoger estas rentas, y asegurarse de que la tierra había sido bien trabajada, el monasterio tenía, según Rotello Vello, una tumba del siglo XIV, con una serie de alcaldes distribuidos por parroquias. El producto más cultivado era el centeno. En la parroquia de Loeda se impulsó el cultivo de vino.

## Geografía humana

### Demografía
Cuenta con una población de 1119 habitantes (INE 2024).
| Gráfica de evolución demográfica de Piñor entre 1842 y 2021                                                           |
| |
| Población de derecho según los censos de población del INE. Población de hecho según los censos de población del INE. |

| Evolución de la población de Piñor - desde 1900 hasta 2022 -                                                                         |      |      |      |      |         |         |         |         |          |          |          |          |
| 1900 | 1930 | 1950 | 1981 | 2004 | 2007    | 2010    | 2011    | 2012    | 2013     | 2020     | 2021     | 2022     |
| 3932 | 3373 | 3611 | 2293 | 1505 | {{{6}}} | {{{7}}} | {{{8}}} | {{{9}}} | {{{10}}} | {{{11}}} | {{{12}}} | {{{13}}} |
| Fuentes: INE e IGE (Los criterios de registro censal variaron entre 1900 y 2011, y los datos del INE y del IGE pueden no coincidir.) |      |      |      |      |         |         |         |         |          |          |          |          |

### Organización territorial
El municipio está formado por sesenta y cinco entidades de población distribuidas en siete parroquias:
- Barrán (San Juan)[6]
- Carballeda (Santa María)
- Coiras (San Xoán)
- Destierro[4] (Santa María)[7]
- La Canda[4] (San Mamed)[8]
- Loeda (San Pelagio) [9][3][4][10]
- Torrezuela[4] (Santiago)[3][11]

## Alcaldía y elecciones locales
El actual alcalde es José Luis González (PP), del PPdeG, partido que gobierna con VP (Vecinos Piñor).
| Elecciones municipales del 26 de mayo de 2019 |       |         |            |
| Partido                                       | Votos | %       | Concejales |
| Partido Popular                               | 529   | 52,32 % | 5          |
| ESCO                                          | 362   | 35,81 % | 3          |
| PSdeG                                         | 110   | 10,88 % | 1          |